# Willie Pep
Willie Pep, pseudonimo di Guglielmo Papaleo (Middletown, 19 settembre 1922 – Rocky Hill, 23 novembre 2006), è stato un pugile statunitense.
Fu campione del mondo dei pesi piuma dal 20 novembre 1942 al 29 ottobre 1948 e dall'11 febbraio 1949 all'8 settembre 1950, quindi per quasi 8 anni consecutivi con un'interruzione di tre mesi e mezzo dovuta alla sconfitta contro Sandy Saddler.

## Biografia
Papaleo nacque in una famiglia italiana: il padre Salvatore era originario di Rosolini, mentre la madre, Maria Marchese, di Melilli.

## Carriera sportiva
Incominciò a boxare tra i professionisti nel 1940, rimanendo imbattuto per i primi 25 incontri. Fu soprannominato Pep ("vigore") per l'energia con cui combatteva e per l'assonanza tra il termine inglese e il suo cognome italiano.
Famose le sue rivalità con altri campioni italoamericani degli anni quaranta come Sammy Angott e Sal Bartolo, ma soprattutto quella con il grande Sandy Saddler.

## Riconoscimenti
Nel 1945 fu eletto Fighter of the year ("pugile dell'anno") dalla rivista statunitense Ring Magazine.
Due suoi incontri furono nominati Ring Magazine fight of the year:
- 1942 - Willie Pep W 15 Chalky Wright I
- 1949 - Willie Pep W 15 Sandy Saddler II

Un suo incontro fu nominato Ring Magazine upsets of the year:
- 1948 - Sandy Saddler KO 4 Willie Pep

La International Boxing Hall of Fame lo ha riconosciuto fra i più grandi pugili di ogni tempo.